# الخضراء (البيضاء)
الخضراء هي إحدى قرى الجمهورية اليمنية. وهي تتبع جغرافيًا لمحافظة البيضاء. وإداريًا لمديرية الشرية. يبلغ تعداد سكانها 994 نسمة حسب الإحصاء الذي جرى عام 2004.